# برنامه هزاره جدید

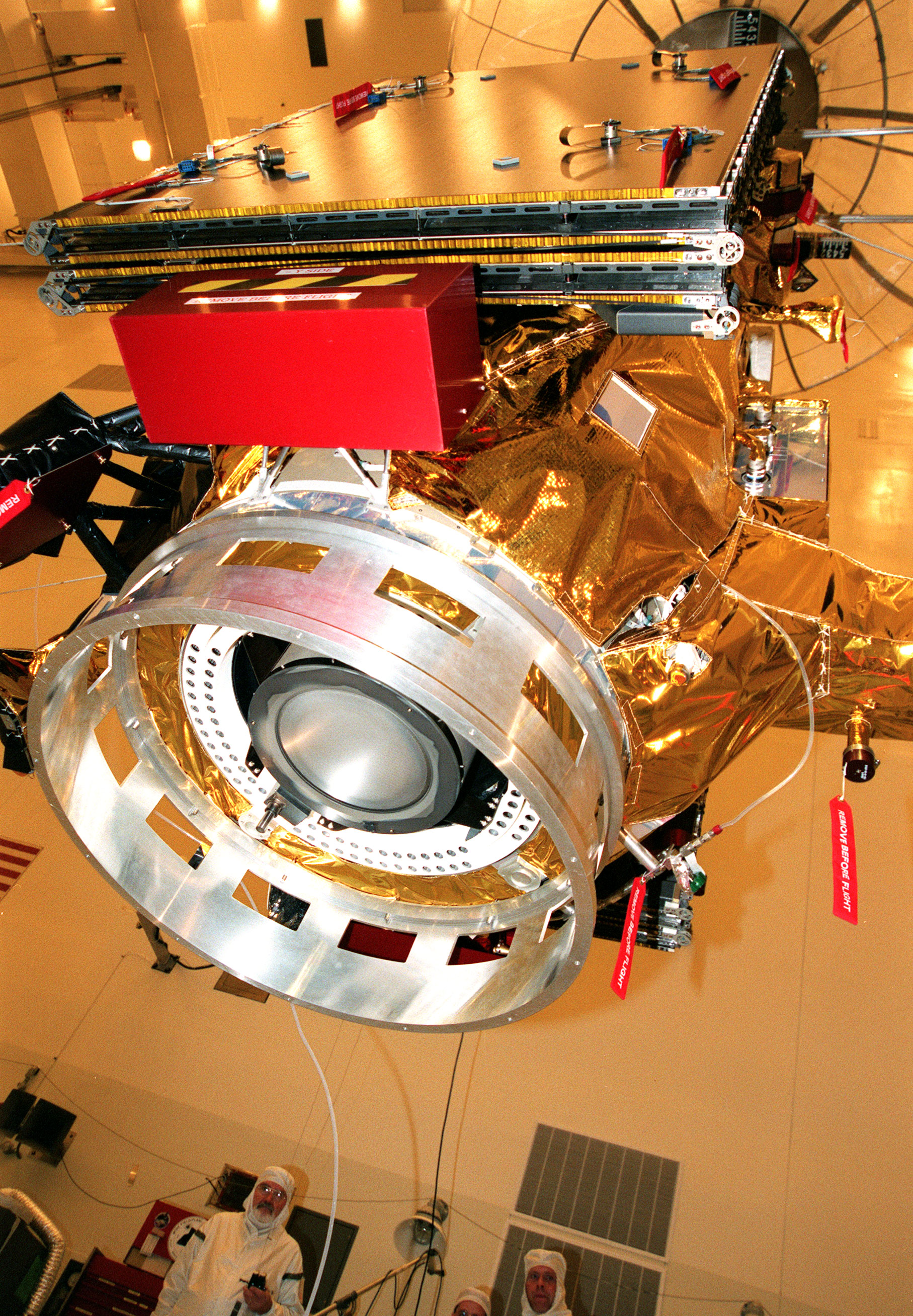
نمایی از فضاپیمای دیپ اسپیس۱ که شناخت‌شده‌ترین ماموریت برنامهٔ هزارهٔ نو است. - ۲۰۰۵

برنامهٔ هزارهٔ نو (انگلیسی: New Millennium Program) که به اختصار NMP نامیده می‌شود، یکی از پروژه‌های ناسا با هدف تمرکز بر فناوری‌های نوین مهندسی به منظور کاربرد در برنامه‌های فضایی بود. بودجهٔ این برنامه در فوریهٔ ۲۰۰۹ توسط کنگرهٔ ایالات متحدهٔ آمریکا لغو شد. 
فضاپیماهای برنامهٔ هزارهٔ نو در ابتدا «فضای عمیق» (برای مأموریت‌های میان‌سیاره‌ای) و «دیده‌بانی زمین» (برای مأموریت‌های مدار زمین) نامیده می‌شد. برنامه‌های پروژهٔ فضای عمیق در سال ۲۰۰۰ به «فناوری فضایی» تغییر نام یافت.